# Rhaude
Rhaude is een klein dorp in de Landkreis Leer in de Duitse deelstaat Nedersaksen. Het dorp is deel van de gemeente Rhauderfehn.
Rhaude is een van de oudste dorpen in het historische Overledingerland. De eerste vermelding, als Rawede dateert uit 1435. De dorpskerk stamt uit het begin van de veertiende eeuw. Vanuit het dorp werd vanaf de zeventiende eeuw het omliggende veengebied ontgonnen, waar de gemeente zijn naam aan heeft te danken.